# Lecane solfatara
Lecane solfatara är en hjuldjursart som först beskrevs av Hauer 1938.  Lecane solfatara ingår i släktet Lecane och familjen Lecanidae. Inga underarter finns listade i Catalogue of Life.